# Бауер, Николай Павлович
Николай Павлович Бауер (Бауэр) (4 сентября 1888, Санкт-Петербург — 18 сентября 1942, Ленинград) — советский учёный, историк, исследователь. Один из самых выдающихся российских нумизматов XX века. Отец О. Н. Бауэра, биолога, основателя российской ихтиопатологии.

## Биография
Происходил из дворян. Отец — Павел Васильевич Бауер (1847—1911), учившийся в 3-й Санкт-Петербургской гимназии (вып. 1865; золотая медаль) и на естественном отделении физико-математического факультета Санкт-Петербургского университета, имел образование химика-агронома и работал управляющим крупными имениями. Брат отца — историк, действительный статский советник Василий Васильевич Бауэр.
Мать — Елена Александровна (урожд. Шарлотта Ферсман, 1853—1934), дочь генерал-лейтенанта Александра Фёдоровича Ферсмана, занималась воспитанием детей, которых в семье было пятеро: трое дочерей и двое сыновей. 
Учился в столичной классической гимназии Святой Анны. В 1906—1910 годах обучался на историческом отделении историко-филологического факультета Санкт-Петербургского университета — получил диплом первой степени. В университете увлекся изучением европейской истории Нового времени. Преподавал историю в одной из гимназий Риги, позже — в немецких школах Санкт-Петербурга. В 1912 году был принят на работу инвентаризатором в Минцкабинет (Отдел нумизматики) Эрмитажа. Уже в 1914 году подготовил к изданию свою первую нумизматическую работу — описание клада западноевропейских монет X—XI веков, найденных близ Санкт-Петербурга (статья была опубликована лишь в 1926 году в Германии).
В сентябре 1917 года вступил в партию кадетов, за причастность к которой после революции некоторое время находился в тюрьме. Летом 1919 года  Н. П. Бауер скрывался от повторного ареста, а осенью того же года вместе с семьей бежал из Петрограда в г. Ливны (Орловская область). После того, как Ливны заняли белогвардейцы, начал сотрудничать с ними. Работал начальником городского пункта «Осведомительного агентства» белых, в задачи агентства входила работа по белогвардейской агитации среди гражданского населения. В конце 1919 года вместе с отступающими частями Белой армии перебрался в Харьков, где работал ученым специалистом в городском художественном музее.
В сентябре 1920 ему удалось вернуться в Петроград и снова поступить на службу в Эрмитаж.
В Отделе нумизматики Эрмитажа Н. П. Бауер проработал 18 лет — до августа 1938 года. Сначала — помощником хранителя, с 1924 года — хранителем отделения западноевропейских монет. В 1930—1935 годах исполнял обязанности заведующего Отделом нумизматики, в 1935—1938 числился «действительным членом и профессором Государственного Эрмитажа».
Находясь на посту заведующего Отделом нумизматики, Н. П. Бауер, как мог, возражал и противился изъятию монет из основного собрания Эрмитажа для последующей продажи за границей. Хорошо известно, что таким образом СССР в 1920—1930-е годы зарабатывал валюту. Благодаря Бауеру стало известно о существовании уникального экземпляра золотой памятной монеты, посвященной встрече Николая II и кайзера Вильгельма II в Ревеле в 1902 году. Большая золотая монета весом 33.4 г была отчеканена в Германии ограниченным тиражом и предназначалась высшим чинам — участникам встречи. Учитывая сложившуюся политическую ситуацию в Европе и взаимоотношения между императорами, Николай II на ней изображён с легкомысленным выражением лица, что было воспринято самим императором как оскорбление, и все известные экземпляры были изъяты и уничтожены.
Одновременно с работой в Эрмитаже Николай Павлович, как совместитель, сотрудничал и с другими учреждениями. В 1920—1929 годах был научным сотрудником секции нумизматики и глиптики, созданной в 1919 при Академии истории материальной культуры. В 1920—1924 — профессор Петроградского Археологического института, а после его закрытия и объединения с Ленинградским университетом — доцент университета (1924—1927 гг.).
Был активным членом Ленинградского Общества экслибрисистов. На заседаниях Общества в конце 1928—1929 годов прочёл доклады «Экслибрисы военных библиотек», «Книгопродавческие знаки В. И. Клочкова», «Знаки, родственные экслибрисам», «Юмор, lapsus и карикатура в экслибрисистике» и др.

Н. П. Бауэр. Фотография из следственного дела НКВД

22 августа 1938 года Н. П. Бауера уволили из Эрмитажа. Поводом послужило то, что при очередной проверке и сличении анкетных данных сотрудников обнаружилось его кратковременное членство в 1917 году в конституционно-демократической партии. В его архивном личном деле записано: «освобождается от службы за сообщение о себе заведомо ложных сведений в служебном документе». Он не протестовал, поскольку опасался, что вскроется эпизод с его службой у белогвардейцев в 1919 году и последуют более серьёзные неприятности. Есть основания полагать, что у руководства Эрмитажа для увольнения Н. П. Бауера был ещё один повод, который могли ему подсказать органы НКВД. Дело в том, что в 1938 году арестовали и репрессировали его старшего брата Георгия, инженера Кировского завода. После увольнения нумизмат в течение года зарабатывал на жизнь частными уроками немецкого языка. Одновременно с этим продолжал писать масштабное исследование «История древнерусского денежного обращения», в котором на основе нумизматических и письменных источников пытался изложить своё представление о развитии всех древнерусских монетных систем за 700 лет. В отечественной историографии можно назвать лишь одно подобное по масштабу исследование — книгу С. де Шодуара «Обозрение русских денег и иностранных монет, употреблявшихся в России с древнейших времен».
Два экземпляра машинописи книги Н. П. Бауера «История древнерусского денежного обращения» хранятся в Рукописном архиве ИИМК, ещё один — в Архиве ГЭ. Рукопись исследования могла быть перепечатана в 1935 году, в период представления её автора к докторской степени. Один машинописный экземпляр книги был у Н. П. Бауера основным. Его текст испещрен поправками, в нём сделаны многочисленные рукописные дополнения и машинописные вставки, добавлены новые ссылки на отечественную и зарубежную литературу, изданную вплоть до 1940 года.
Основной экземпляр машинописи книги Н. П. Бауера насчитывает более 800 листов, состоит из четырёх глав, заключения и приложений. Первая глава является подробным историографическим очерком, вторая — посвящена изучению обращения в Восточной Европе иностранной монеты VIII—XI вв. и древнейшему русскому чекану (конец X — начало XI в.). В третьей главе рассмотрен безмонетный период на Руси и обращение денежных слитков (XII—XIV вв.). Четвёртая глава — «Русские денежные системы времени собирания Руси вокруг Москвы» — содержит 10 разделов, в которых подробно рассмотрены различные региональные денежные системы второй половины XIV — первой трети XVI в., все элементы этих систем (счётные наименования и реальные денежные знаки), а также письменные документы того времени, свидетельствующие об их существовании. Исследование сопровождается огромным научным аппаратом, насчитывающим около 3000 сносок.
Несмотря на то, что книга написана более 70 лет тому назад, она остается капитальным научным исследованием, во многих своих разделах нисколько не утратившим и сейчас своего значения.
Летом 1941 года Бауер был принят на работу в качестве старшего научного сотрудника в Институт истории материальной культуры (ИИМК) АН СССР. Здесь он принял участие в написании главы о древнерусских денежных системах для двухтомной коллективной монографии «История культуры Древней Руси» и подготовил статью, посвящённую свидетельствам немецких источников о русском денежном обращении XV века.
После начала Великой Отечественной войны остался в блокадном Ленинграде.
10 июля 1942 года, в стадии тяжелой дистрофии, Бауэр был арестован, обвинён в антисоветских взглядах и пораженческих настроениях и 18 сентября 1942 года — расстрелян.
Через 47 лет по ходатайству сына, Олега Николаевича Бауера, судебная коллегия по уголовным делам Верховного Суда РСФСР в августе 1989 года рассмотрела в судебном заседании дело по протесту заместителя Прокурора РСФСР на приговор Военного Трибунала войск НКВД и вынесла следующее определение: «Приговор Военного трибунала войск НКВД Ленинградского округа… от 8 сентября 1942 года в отношении Бауэра Николая Павловича… отменить с прекращением производства по делу за отсутствием состава преступления». Н. П. Бауер признан невиновным и полностью реабилитирован.

##### Семья
Жена — Елена Александровна Бауер (уродж. Ферсман, 1887—1920), внучка А.Ф.Ферсмана, приходилась Николаю Павловичу двоюродной сестрой.
- Сыновья-близнецы: Олег и Лев (умер в блокадном Ленинграде)[5]. После ранней смерти матери их воспитанием занималась мать Николая Платоновича и его сестры[6].
  - Внук — Сергей Олегович Андросов (род. 1948), доктор искусствоведения, заведующий сектором в отделе западноевропейского искусства Эрмитажа.

2-й брак — Нина Сергеевна Григорьева (1898—1982), учитель русского языка и литературы.
Племянницы (дочери брата — Георгия (Георга-Александра) Павловича Бауера (1882—1938):
- Зигрид Георгиевна (1919—1965); ее муж — астроном-геофизик Александр Иванович Оль (1913—1996), племянник архитектора А.А.Оля. Их дочь — Лидия Александровна Оль, в замуж. Юнчис, хранительница семейного архива; ее муж — Олег Николаевич Юнчис, биологических наук, ихтиопатолог, ведущий специалист Санкт-Петербургского океанариума.
- Ирина Георгиевна (Эрика-Маргарита; 1914—1997). В первом браке замужем за Владимиром Николаевичем Розенбергом, сыном Н.К.Розенберга. Была репрессирована[7].

## Научная деятельность
Учёный-энциклопедист, который умел работать одинаково успешно в разных областях науки. Он был специалистом по западноевропейской, русской, византийской, восточной монетной чеканке, внёс большой вклад в развитие каждого из упомянутых разделов нумизматики.
Автор ряда ценных трудов по различным разделам древнерусской нумизматики, в частности: исследование о древнейшем русском чекане; топография западноевропейских и византийских монет X—XI вв. на территории Восточной Европы; классификация и датировка русских серебряных и золотых слитков; сводка всех цитат из летописей, юридических документов и других письменных памятников XII — начала XVI в., с упоминаниями денежных знаков; рецензии на нумизматические труды; научно-популярные очерки об античных и средневековых монетах.
Его опубликованные труды напечатаны, в основном, за границей, поскольку в СССР в то время не было ни одного нумизматического периодического издания.

## Избранные труды
- Древнерусский чекан конца X и начала XI в. // Известия Гос. Академии материальной культуры. — Л., 1927. — Вып. 5.
- Der Fund von Spanko bei St. Petersburg // Zeitschrift für Numismatik. Bd. 36. Berlin, 1926. S. 75-94. Taf. V.
- Die russischen Funde abendländischer Münzen des 11. und 12. Jahrhunderts / Zeitschrift für Numismatik. Bd. 39. — Berlin, 1929; Bd. 40, 1930;
- Die Silber-Goldbarren des russischen Mittelalters. Eine archäologische Studie / Numismatische Zeitschrift. Bd. 62 — Wien, 1929; Bd. 64.
- Денежный счет Русской Правды // Вспомогательные исторические дисциплины. Сборник статей. — М.; Л., 1937. — С. 183—243.